# Lorraine Nicholson
Lorraine Broussard Nicholson (* 16. April 1990 in Los Angeles, Kalifornien) ist eine US-amerikanische Schauspielerin.

## Leben
Nicholson ist die Tochter der Schauspieler Jack Nicholson und Rebecca Broussard. Sie hat drei Halbgeschwister väterlicherseits und einen zwei Jahre jüngeren Bruder Ray Nicholson. Am 15. Januar 2007 assistierte sie als Miss Golden Globe bei der 64. Verleihung der Golden Globes.
2003 gab sie ihr Schauspieldebüt in der Filmkomödie Was das Herz begehrt an der Seite ihres Vaters. In der Literaturverfilmung Soul Surfer verkörperte Nicholson 2011 die Surferin Alana Blanchard.
Sie besuchte die Brown University in Providence, Rhode Island, wo sie am 28. Mai 2012 ihren Abschluss in literarischen Künsten machte.

## Filmografie
- 2003: Was das Herz begehrt (Something’s Gotta Give)
- 2004: Plötzlich Prinzessin 2 (The Princess Diaries 2: Royal Engagement)
- 2006: Klick (Click)
- 2008: Fly Me to the Moon 3D (Sprechrolle)
- 2009: World’s Greatest Dad
- 2011: Soul Surfer
- 2012: The Cottage
- 2016: Darkweb – Kontrolle ist eine Illusion (Hacker)
- 2016: Room 105